# Station Waspik-'s Gravenmoer
Station Waspik-'s Gravenmoer (Wpg) is een station aan de voormalige Langstraatspoorlijn tussen Lage Zwaluwe en 's-Hertogenbosch. Het station lag in het Noord-Brabantste Waspik.
Het station was in gebruik van 1 november 1886 tot 1 augustus 1950.
Het stationsgebouw was van hetzelfde type als de stations Hooge Zwaluwe, Drunen-Heusden en Vlijmen en is inmiddels gesloopt.